# カーン (バンド)
カーン （Khan）は、イギリスのプログレッシブ・ロック・バンド。

## 来歴
1971年、スティーヴ・ヒレッジ、ニコラス・グリーンウッド、ピップ・パイル、ディック・ヘニンガムにより結成。すぐにパイルが脱退し、エリック・ピーチー加入。ヘニンガム脱退後、ヒレッジ、グリーンウッド、ピーチーにより1stアルバム『宇宙の船乗り歌』を録音。この時、ユリエル時代の友人デイヴ・スチュワートがゲストで全面的に参加した。
1972年、ヴァレンタイン・スティーヴンスが加入しツアーに出る。夏にはエッグが解散したためスチュワートが正式メンバーとなる。グリーンウッドが脱退し、ナイジェル・グリッグスが加入。2ndアルバム用の曲を作りリハーサルも行っていたが、レコード会社にリリースを拒否されたため秋に解散。ヒレッジはケヴィン・エアーズ・バンド→ゴング、スチュワートはハットフィールド・アンド・ザ・ノースへ。

## メンバーと担当楽器

### 第1期 1971年
- スティーヴ・ヒレッジ (Steve Hillage) - ギター、ボーカル
- ニコラス・グリーンウッド (Nicholas Greenwood) - ベース、ボーカル
- ピップ・パイル (Pip Pyle) - ドラム
- ディック・ヘニンガム (Dick Henningham) - オルガン

### 第2期 1971年
- スティーヴ・ヒレッジ (Steve Hillage) - ギター、ボーカル
- ニコラス・グリーンウッド (Nicholas Greenwood) - ベース、ボーカル
- エリック・ピーチー (Eric Peachy) - ドラム
- ディック・ヘニンガム (Dick Henningham) - オルガン

### 第3期 1971年12月 - 1972年
- スティーヴ・ヒレッジ (Steve Hillage) - ギター、ボーカル
- ニコラス・グリーンウッド (Nicholas Greenwood) - ベース、ボーカル
- エリック・ピーチー (Eric Peachy) - ドラム

+
- デイヴ・スチュワート (Dave Stewart) - オルガン、ピアノ、チェレステ、マリンバ (1stアルバム・ゲスト)

1stアルバム『宇宙の船乗り歌』録音。

### 第4期 1972年初頭 - 夏
- スティーヴ・ヒレッジ (Steve Hillage) - ギター、ボーカル
- ニコラス・グリーンウッド (Nicholas Greenwood) - ベース、ボーカル
- エリック・ピーチー (Eric Peachy) - ドラム
- ヴァレンタイン・スティーヴンス (Valentine Stevens) - オルガン

### 第5期 1972年夏 - 秋
- スティーヴ・ヒレッジ (Steve Hillage) - ギター、ボーカル
- デイヴ・スチュワート (Dave Stewart) - オルガン、ピアノ、マリンバ
- ナイジェル・グリッグス (Nigel Griggs) - ベース
- エリック・ピーチー (Eric Peachy) - ドラム

2ndアルバム用の曲を作りリハーサルも行っていたが、レコード会社にリリースを拒否されたため秋に解散。

## ディスコグラフィ

### スタジオ・アルバム
- 『宇宙の船乗り歌』 - Space Shanty (1972年 第3期) ※旧邦題『スペース・シャンティ』

### その他
- ニコラス・グリーンウッド : Cold Cuts (1972年) ※カーン脱退後のソロ・アルバム。ヘニンガム、ピーチーが参加している。
- スティーヴ・ヒレッジ : 『フィッシュ・ライジング』 - Fish Rising (1975年) ※カーンの2ndアルバム用の曲を再演している。